# Grua australiana

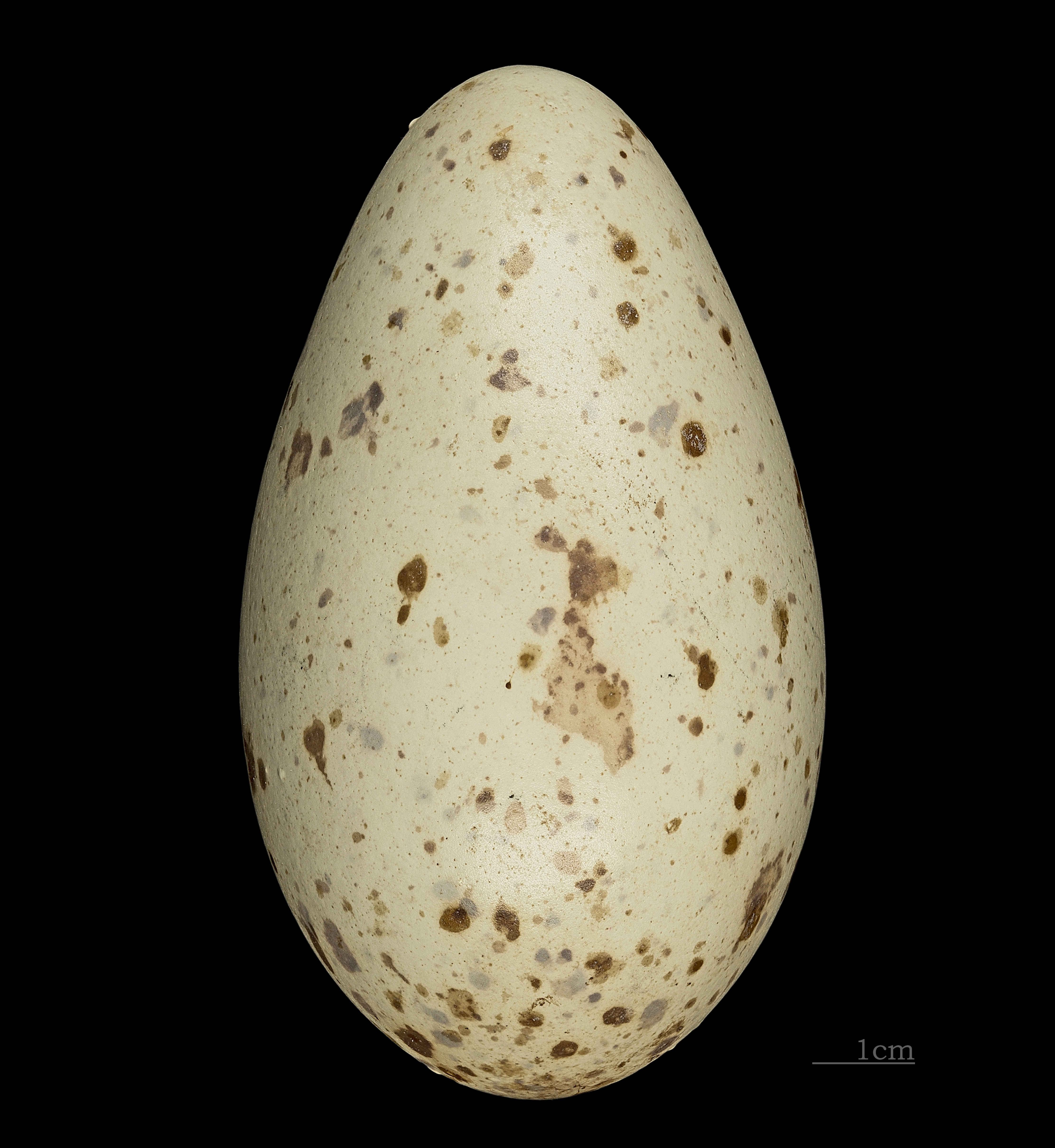
Grus rubicunda

La grua brolga o grua australiana (Antigone rubicunda) és una espècie d'ocell de la família dels grúids (Gruidae) que habita pantans i camps inundats del sud de Nova Guinea i nord i est d'Austràlia.